# 春日神社 (徳島市)

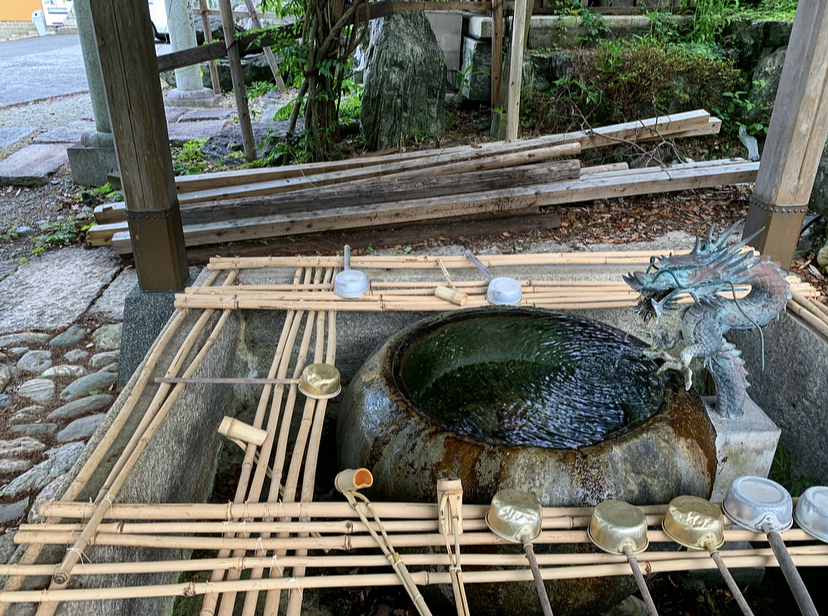
春日水

春日神社（かすがじんじゃ）は、徳島県徳島市眉山町にある神社である。眉山東麓の大滝山に位置する。

## 祭神
武甕槌命、斎主命、天児屋根命、比売神の4柱で、奈良県の春日大社と同じ神々を祀っている。

## 歴史
大和国春日社領の富田庄（阿波国名東郡入田村（現徳島市入田町）一帯）に勧請された春日祠に起源を有つといい、蜂須賀家政の阿波入部に際して現在の大滝山東麓（眉山町大滝山1）に遷座されたと伝えるが（文化12年（1815年）の『阿波志』）、一説に天正14年（1586年）の家政による徳島城築城と共に、城下の鎮守として名東郡田宮村から迎えられ、同村から共に遷された勝福寺（通称春日寺）を別当寺とするようになったともいう（昭和48年（1973年）の『徳島市史』）。慶長年間（16世紀末から17世紀初）に蜂須賀氏が徳島藩主となって以後、「春日大明神」と称して歴代藩主からの崇敬を受け、祭祀料として毎年供米10石が春日寺充てに寄進されたという。
明治6年（1873年）に現社名に改め、県社に列せられた。境内には眉山湧水群のひとつ春日水がある。周辺には三島神社、諏訪神社がある。

## 境内社
- 豊玉比賣神社（祭神・天石門別豊玉比賣（トヨタマヒメ）、式内社）
  - 徳島城内にあった竜王神社が国瑞彦神社に合祀された後、さらに当神社に移され、合祀となった。
- 若宮神社（祭神・天忍雲根命）
- 秋葉神社（祭神・天照大御神、大巳貴命、埴安姫神、保食神、少彦名命）

## 交通
- JR徳島駅から車で約5分。